# Stor-Abborrtjärnen (Ytterhogdals socken, Hälsingland)
Stor-Abborrtjärnen är en sjö i Härjedalens kommun i Hälsingland och ingår i Ljusnans huvudavrinningsområde.